# Upplands runinskrifter 549
Upplands runinskrifter 549 är ett vikingatida runstensfragment av röd sandsten i Husby-Sjuhundra kyrka, Husby-Sjuhundra socken och Norrtälje kommun. Fragmentet är 0,5 gånger 0,31 meter stort. När man 1939 drog en värmeledning från skolan till kyrkan, påträffades fem runstensfragment alla tillhörande olika runstenar. U 549, och de andra fragmenten som hittades 1939 - U 550, U 551, U 552 och U 553 - förvaras i Husby-Sjuhundra kyrka.

## Inskriften
Translitterering av runraden:
...--uita + staina ' i-...
Normalisering till runsvenska:
... stæina ...
Översättning till nusvenska:
... stenarna ...